# Cor Hendriks
Cor Hendriks (* 29. Dezember 1934; † 21. Januar 2016) war ein niederländischer Fußballspieler.

## Sportlicher Werdegang
Hendriks entstammte der Jugend von Sparta Rotterdam. Für den Klub debütierte er 1955 im Erwachsenenbereich; im folgenden Jahr gewann er mit der von Trainer Denis Neville betreuten Mannschaft die Regionalmeisterschaft. Diese war gleichbedeutend mit der Qualifikation für die neu gegründete Eredivisie. 1958 gewann er mit der Mannschaft an der Seite von Peet Geel, Rinus Terlouw, Koos Verbeek und Tinus Bosselaar mit dem KNVB-Pokal seinen ersten landesweiten Titel, dem in der Spielzeit 1958/59 der niederländische Meistertitel folgte.
1961 wechselte Hendriks zum in der zweiten Liga spielenden Ortsrivalen Excelsior Rotterdam, später zog er zum Amateurklub RKSV Leonidas weiter.
Nach dem Ende seiner aktiven Karriere engagierte sich Hendriks bei seinem Heimatverein Sparta insbesondere in der Jugendarbeit und erhielt hierfür mehrere Auszeichnungen.